# Alois Mühlan
Alois Mühlan (* 5. September 1856 in Melling, Landkreis Habelschwerdt, Provinz Schlesien; † 2. Juni 1935 in Glatz, Provinz Niederschlesien) war ein deutscher Übersetzer und Autor sowie Gymnasiallehrer.

## Leben
Nach dem Abitur am Katholischen Gymnasium in Glatz, der Hauptstadt der Grafschaft Glatz, studierte Alois Mühlan an der Universität Breslau Deutsch, Französisch, Geschichte, Latein und Griechisch für das Lehramt an Gymnasien. 1892 promovierte er an der Universität Strassburg mit der Dissertation Jean Chapelain als literarischer Kritiker (Inaugural-Dissertation Kapitel V). Seit Anfang der 1890er Jahre war er Lehrer am Glatzer Gymnasium. Am 1. Oktober 1921 trat er in den Ruhestand, war aber weiterhin schriftstellerisch tätig. Am 2. Juni 1935 starb er in Glatz und wurde dort auf dem Kreuzfriedhof beigesetzt.

## Werke
- Jean Chapelain: Eine biographisch-kritische Studie; Verlag Fock, Leipzig 1893.
- Der schmalkaldische Krieg: Nach seinen histor. Ursachen u. Wirkungen betrachtet. Eine Studie. Gleiwitz 1895 Digitalisat
- mit Anton Heinrich Rose: Carl Jentsch, von ihm selbst, nach seinen Werken; Verlag Grunow, Leipzig 1918
- mit Carl Kammer: Der heilige Karl Borromäus (1538–1584); Verlag Paulinuswerk, Trier 1929

## Übersetzungen aus dem Französischen
- Frédéric Mistral: Souvenirs de Jeunesse: extraits de ses Mémoires et Récits – für das ganze deutsche Sprachgebiet allein berechtigte Schulausgabe von Dr. A. Mühlan Band 1: Einleitung, Text und Anmerkungen, nebst Bildnis des Dichters mit seiner eigenhändigen Unterschrift und einem Kärtchen der Provence; Raimund Gerhard, Leipzig 1907.
- Eugène Scribe: Le verre d'eau: Ou les effets et les causes. Comédie en 5 actes. Buchner, Bamberg, 1915
- Louis-Claude Fillion: Unser Herr Jesus Christus nach den Evangelien, Limburg an der Lahn, 1927 Kurzbiographie